# Alcàntera de Xúquer
Alcàntera de Xúquer (em valenciano e oficialmente) ou Alcántara de Júcar (em castelhano) é um município da Espanha na província de Valência, Comunidade Valenciana. Tem 3,3 km² de área e em 2021 tinha 1 402 habitantes (densidade: 424,8 hab./km²).

## Demografia
| Variação demográfica do município entre 1991 e 2004 | Variação demográfica do município entre 1991 e 2004 | Variação demográfica do município entre 1991 e 2004 | Variação demográfica do município entre 1991 e 2004 |
| --------------------------------------------------- | --------------------------------------------------- | --------------------------------------------------- | --------------------------------------------------- |
| 1991                                                | 1996                                                | 2001                                                | 2004                                                |
| 1450                                                | 1492                                                | 1419                                                | 1380                                                |